# 안동 귀봉종택
안동 귀봉종택(安東 龜峰宗宅)은 경상북도 안동시 임하면 천전리에 있는 조선시대의 가옥이다. 1982년 12월 1일 경상북도의 민속문화재 제35호 안동구봉종택으로 지정되었다가, 2011년 11월 9일 대한민국의 국가민속문화재 제267호 안동 귀봉종택으로 승격, 지정되었다.

## 개요
귀봉 김수일 선생의 종택으로 현종 1년(1660)에 최초로 지은 것으로 추정되는 조선 중기의 전형적인 종가집이다.
'ㅁ'자형으로 대문채·사랑채·안채·사당채 건물이 있고, 사당에는 운천 '김용'의 위패가 봉안되어 있으며, 종택 내 보물 484호인 《김용 호종일기》가 보관되어 있다.
인접하여 《안동 의성김씨 종택》(보물 제450호)’가 있는데, 안채평면이나 가구의 법식이 대종가인 의성김씨 종택과 다르면서도 법식이나 기법에서 유사함을 보이고 있다.

## 같이 보기
- 의성 김씨
- 안동 의성김씨 종택 - 보물 제450호
- 김용 호종일기 - 보물 제484호

## 참고 자료
- 안동 귀봉종택 - 국가유산청 국가유산포털